# Jacinth Ambrosia Airport
Jacinth Ambrosia Airport är en flygplats i Australien. Den ligger i delstaten South Australia, omkring 750 kilometer nordväst om delstatshuvudstaden Adelaide. Jacinth Ambrosia Airport ligger 120 meter över havet.
Trakten runt Jacinth Ambrosia Airport är nära nog obefolkad, med mindre än två invånare per kvadratkilometer.. Det finns inga samhällen i närheten.
Omgivningarna runt Jacinth Ambrosia Airport är i huvudsak ett öppet busklandskap. Genomsnittlig årsnederbörd är 275 millimeter. Den regnigaste månaden är februari, med i genomsnitt 65 mm nederbörd, och den torraste är oktober, med 7 mm nederbörd.